# Calyptrocalyx spicatus
Calyptrocalyx spicatus là loài thực vật có hoa thuộc họ Arecaceae. Loài này được (Lam.) Blume mô tả khoa học đầu tiên năm 1843.